# Limenitis ehrhardi
Limenitis ehrhardi är en fjärilsart som beskrevs av Neuburger 1907. Limenitis ehrhardi ingår i släktet Limenitis och familjen praktfjärilar. Inga underarter finns listade i Catalogue of Life.